# Ghitta
Ghitta je lyrická opera o třech jednáních českého skladatele Anatola Provazníka na libreto Otakara Horáka podle vypravování Julia Skřivana (1899–1923), impresária Jana Kubelíka, o životě slavného tenoristy Enrica Carusa. Příhoda však byla přikrášlena a dramaticky vyhrocena. Opera Ghitta napsána počátkem 20. let 20. století (uváděna jsou léta 1921–23, rok 1922 nebo léta 1923–25) a skladatel jí přiřadil opusové číslo 1, i když předtím napsal již řadu hudebních děl, především operet. Premiéru měla Ghitta až v brněnském vysílání československého rozhlasu (Radiojournalu) dne 1. června 1938 ve 20:15. Předtím v březnu roku 1937 bylo týmž rozhlasem vysíláno samotné druhé dějství.

## Charakteristika
V Lidových novinách podrobil tuto Provazníkovu operu rozboru a kritice muzikolog Jan Racek. Pochybení shledával již v libretu: „Celá základní slohová povaha a literární stylisace libreta prozrazuje málo vkusu a nedostatek smyslu pro vyšší umělecké přehodnocení daného dějového námětu.“ Provazníkova hudba je podle Racka „líbivá“ a její „melodická invence je místy naprosto nevybíravá, triviální a pohybuje se na samém pokraji operetní hudební dikce. Myšlenková motivace opery je neosobitá, vydatně těží z běžné mezinárodní operní tvorby, zvláště se opírá o efektní vzory Pucciniho verismu.“ Za kladné stránky však považoval „vnější hudebně-dramatickou působnost“, jakož i formální uspořádání skladby, působivou orchestraci a plynnou českou deklamaci. Z představitelů rozhlasové inscenace pochválil zejména Josefa Válku, který legendárního pěvce ztvárnil „s pravým vlašským elánem“.

## Osoby a první obsazení
| osoba                                                                   | hlasový obor | premiéra (1. června 1938)     |
| ----------------------------------------------------------------------- | ------------ | ----------------------------- |
| Ghitta, prodavačka květin, později kněžna Averino                       | soprán       | Věra Strelcová-Wasserbauerová |
| Enrico, mladý rybář                                                     | tenor        | Josef Válka                   |
| Ettore, pouliční zpěvák                                                 | baryton      | Václav Bednář                 |
| Kníže Averino                                                           | bas          | Vlastimil Šíma                |
| Fra Angelo                                                              | bas          | Vladimír Jedenáctík           |
| Milosrdní bratři, diplomaté, dámy a pánové společnosti, maškarní průvod |              |                               |
| Dirigent: Jan Plichta                                                   |              |                               |
| Režie: Rudolf Walter                                                    |              |                               |

## Děj opery

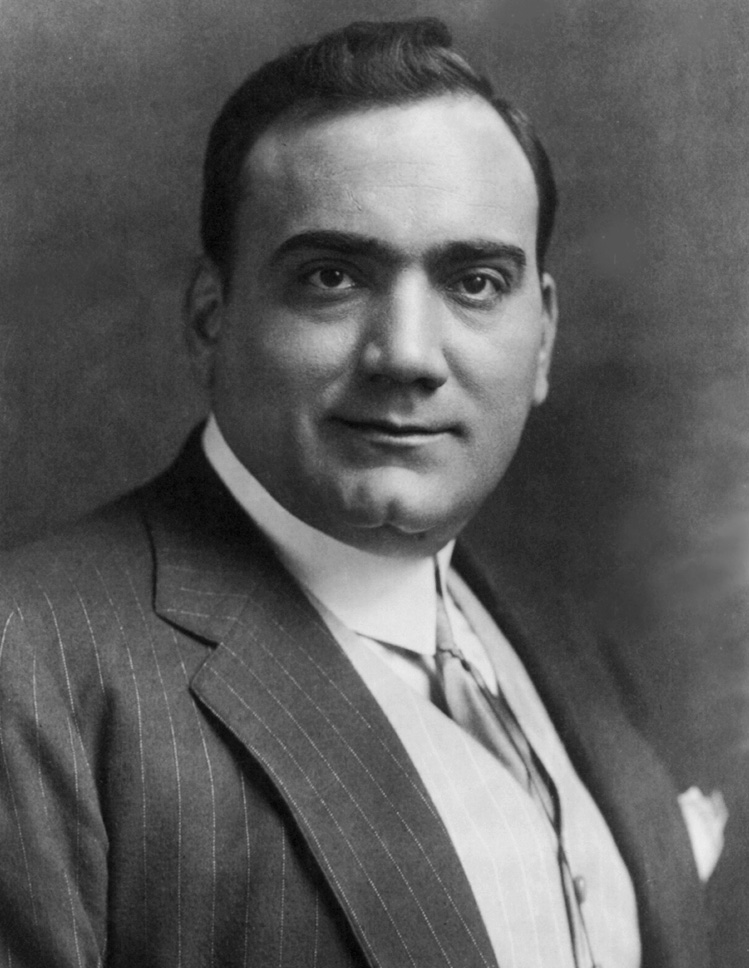
Enrico Caruso

### 1. dějství
(Náměstí v Neapoli) Právě vrcholí karneval. Za jeho královnu lidé zvolili krásnou květinářku Ghittu. Ta má mnoho ctitelů, mezi nimi stárnoucího knížete Averina a pouličního zpěváka Ettora, avšak ona dává přednost chudému rybáři Enricovi. Ettore na Enrica žárlí kvůli Ghittě, ještě více však poté, co ho rybář svým lahodným tenorovým hlasem zastíní při oslavách. Když se Ettore přesvědčí, že Ghittu pro sebe nezíská, nabízí svou pomoc knížeti. Důmyslnými zásahy vyvolá mezi Ghittou a Enricem nedůvěru a žárlivost. Když se mu podaří docílit, aby Ghitta pochybovala o Enricově věrnosti a upřímnosti, přesvědčí ji k útěku s knížetem Averinem.
Karnevalový průvod přichází ke Ghittině domu, aby vyvedl svou královnu. V jeho čele je Enrico, který Ghittě zpívá její oblíbenou píseň. Odpovědí mu však je jen mlčení, dům je prázdný. Ettore prozrazuje, co se stalo, a vystavuje paroháče Enrica veřejnému posměchu. Enrico se s ním pustí do křížku, zvítězí a pak prchne. Tu dělová salva ohlašuje konec masopustu a začátek postu. Dosud bujarý dav odkládá masky a pokleká k modlitbě.

### 2. dějství
(V klášteře milosrdných bratří v Neapoli) Enrico se domnívá, že Ettora zabil, a proto našel útočiště v klášteře milosrdných bratří. Tam se ho ujal regenschori Fra Angelo, který odhalil rybářův pěvecký talent a poskytl mu základní hudební školení. Enrico stále trpí Ghitinou zradou a hodlá se plně soustředit na své nadání.
K dalšímu vzdělávání je třeba peněz a Fra Angelo přesvědčuje dobrodinku kláštera, kněžnu Averinovou, aby nadaného mladíka finančně podpořila. Ghitta netušíc, o koho se jedná, svou pomoc přislubuje, nejprve si však chce poslechnout pěvcův hlas v sólu při dnešní slavné mši. Její tajemník – živý a zdravý Ettore – však objeví zpěvákovu totožnost a podaří se mu zmařit shledání Ghitty a Enrica, ne však zabránit tomu, aby se alespoň zahlédli. Enrico poznává, kdo měl platit jeho školení, a hrdě nabízenou kněžninu pomoc odmítá – raději se spolehne na vlastní síly a nadání.

### 3. dějství
(Hudební soirée na vyslanectví v Paříži) Uběhla řada let, z Enrica se stal světoznámý pěvec a kněžna Averinová ovdověla. Ettorovo dvoření však Ghitta stejně jako dříve odmítá. V posledním vzrušeném rozhovoru se Ettore neudrží a prozradí úlohu, kterou kdysi hrál v odstranění Enrica. Ten vystupuje na diplomatickém večírku a právě obdržel ovace hostů, když mezi nimi poznává Ghittu a ona jeho. Enrico jí nad rámec svého programu zazpívá píseň, kterou jí zpívával v Neapoli. Zoufalý a zuřící Ettore chce jejich sblížení zabránit všemi prostředky – nejprve zaútočí na Ghittu a zraní ji, pak se vrhne na Enrica. Když mu v útoku hosté zabrání, obrátí zbraň proti sobě.

## Instrumentace
Tři flétny, tři klarinety, tři hoboje, tři fagoty, čtyři lesní rohy, tři trubky, tři pozouny, tuba, tympány, trojí bicí souprava, dvě harfy, celesta, housle první a druhé, violy, violoncella, kontrabasy a klavír na scéně.